# Der Medicus von Saragossa
Der Medicus von Saragossa ist ein Roman von Noah Gordon über ein heranwachsendes jüdisches Waisenkind namens Jona, das während der Wirren der spanischen Inquisition am Glauben seiner Väter festhält. Nachdem er seine Lebensgrundlage durch inquisitionsgeförderte Verbrechen verloren hat, muss der junge Jona sich alleine durchs Spanien des 15. Jahrhunderts schlagen. Die verschiedensten Tätigkeiten ausübend, reift er zum Mann und zu einem der letzten Vertreter des Judentums in Spanien. Als Arzt bezeugt und bewirkt er den Untergang derer, die seine Familie ins Verderben rissen, und legt einen stillen Grund für das Weiterbestehen des jüdischen Glaubens. – Historiengemälde mit ausschweifenden Nebenhandlungen.
Die Originalausgabe erschien 2000 unter der Titel The Last Jew. Obwohl der deutsche Titel an Gordons 1986 erschienenes Buch Der Medicus (orig. The Physician) erinnert und auch die Handlung ähnlich ist, hat Der Medicus von Saragossa jedoch inhaltlich nichts damit zu tun.

## Überblick
Jona arbeitet auf einem Landgut, hütet eine Schafherde und wird gezwungen bei einer Ketzerverbrennung mitzuhelfen. Ein zigeunerischer Hofnarr, dem er das Leben rettet, vermittelt ihn als Lehrling an einen Waffenschmied. Unterdessen verdichten sich Spuren in die Kreise, die für den Untergang von Jonas Familie verantwortlich sind. Als Jude aber, der seinen Glauben weiter heimlich ausübt, muss er Vorsicht walten lassen. Die Eifersucht eines Waffenschmiedgesellen auf seine Erfolge zwingt Jona einmal mehr, das Weite zu suchen. In Saragossa kommt er bei dem Bruder seines Meisters, einem Arzt, in die Lehre und wird schließlich selbst Medicus. Die Leute, die seine Familie zugrunde gerichtet haben, brauchen ihn nun als Heilkünstler. Ein von der Syphilis zerfressener Ex-Inquisitor verrät ihm den Namen des Mörders seines Bruders. An diesen gerät Jona schließlich auf einer Burg, in der Besitztümer seiner Familie zurückgehalten werden. Er sichert dieses Erbe, bezeugt den Tod dessen, der es widerrechtlich an sich brachte, und bestraft den Handlanger und Mörder seines Bruders.

## Verlauf der Handlung
Spanien, 15. Jahrhundert. Durch Raubmord in Zusammenhang mit kostbaren Reliquien verliert Jona, Sohn des verwitweten jüdischen Silberschmieds von Toledo, seinen älteren Bruder. Die Ermittlungen eines vom Juden- zum Christentum konvertierten Arztes im Auftrag des bestohlen Klosters weisen in Richtung des städtischen Inquisitors. Dieser nutzt eine königlich verordnete Judenausweisung, um das Volk gegen Jonas Familie aufzuhetzen. Der Vater findet dabei den Tod, der kleine Bruder entkommt mit dem Onkel in Richtung Küste, der 14-jährige Jona flieht mittellos nach Süden. Dem sterbenden Vater hat er geschworen, nicht vom jüdischen Glauben zu lassen. Jona schlägt sich erst als Landarbeiter durch, findet dann Anstellung in einem Gefängnis, wo er auf den Arzt und Raubmordermittler trifft, der ihm als tieferen Grund für das, was über seine Familie hereinbrach, Reliquienschiebereien andeutet. Die Inquisition wirft nun dem Arzt und anderen zum Christentum übergetretenen Juden die versteckte Huldigung des alten Glaubens vor, und Jona muss, um sich selbst nicht als jüdisch zu verraten, bei ihrer öffentlichen Verbrennung Handlangerdienste leisten. Er zieht weiter auf einen Gutshof, wo die erste Frau, mit der er schläft, ihn als Beschnittenen erkennt und verrät; gerade entkommt er noch. Nach einem Zwischenspiel auf der Kathedralenbaustelle von Salamanca erhält er die Verantwortung für eine Schafherde, die er, zum jungen Mann heranwachsend, hütet. Danach verschlägt es ihn in die Wohnhöhlen der Zigeuner über Granada, wo er sich in der Metallbearbeitung übt. In der Stadt verliebt er sich in die Tochter eines gleich ihm heimlich Jude gebliebenen Seidenhändlers, verfügt aber, wie ihm beschieden wird, nicht über die Mittel, sie heimzuführen. Er flieht vor einer drohenden Judenverbrennung zunächst auf ein Binnenschiff und segelt schließlich als Leichtmatrose die spanische Ostküste hinauf nach Barcelona und über die Balearen zurück nach Gibraltar, wo er in die Lehre eines Waffenschmiedes kommt. Im Laufe seiner Ausbildung erfährt er von der Lage eines Heiligengrabes über Gibraltar und gerät dadurch ins Visier der südspanischen Reliquienmafia. Eine Rüstung aber, an der in der Werkstatt mit großem Aufwand gearbeitet wird, ist für einen Grafen in der Nähe Toledos, der nicht nur die Judenausweisung nutzte, um Jonas Vater sehr hohe Schulden vorzuenthalten, sondern auch Haupt der nordspanischen Reliquienmafia sein soll. Über seinen Spießgesellen, den örtlichen Inquisitor, klopft Jona mit Andeutungen des Gibraltarer Fundes auf den Busch, und der Graf ist gleich zu Diensten, wenn er dafür an die Reliquien kommt. Er schafft Jona, in dem er nicht den Sohn des übervorteilten Schuldners erkennt, dafür die Südspanier, in deren Visier er geraten ist, vom Hals. Als ein Gehilfe des Meisters, welcher Jona sein wachsendes Geschick im Umgang mit den Waffen neidet, droht, ihn bei der Inquisition anzuschwärzen, flieht dieser nach Saragossa zum Bruder seines Meisters, der dort Arzt ist. Jona übersetzt für ihn ein jüdisches Fachbuch, wird dafür als Mediziner ausgebildet und wirkt, nachdem sein Meister gestorben ist, an dessen Stelle. Er erwirbt sich einen Namen im Kreis von Saragossa, wo sich auch der Inquisitor, der einst die Menge gegen Jonas Familie aufhetzte (der Spießgeselle des Grafen bei Toledo), niedergelassen hat. Er sucht den Rat des Arztes zu seinen von der Syphilis gezeichneten unehelichen Kindern. Bei ihm selbst hat die Krankheit bereits das Gehirn angegriffen. Während eines Anfalls, kurz bevor er für immer in den Verliesen einer Irrenanstalt verschwindet, gibt er seine Beteiligung an dem Raubmord zu, dem Jonas älterer Bruder zum Opfer fiel, und nennt noch einen zusätzlichen Namen, ohne weiter zu erklären, um wen es sich dabei handelt. Um besondere Medizin nachzukaufen, begibt sich Jona auf eine Geschäftsreise nach Norden. Dabei entdeckt er ein fruchtbares Hochtal, in dem sich die christianisierten Nachkommen des heimlich Jude gebliebenen Seidenhändlers von Granada niedergelassen haben, in dessen Tochter Jona einmal verliebt war. Diesmal führt er ihre Nichte heim. Das Angebot, sich als Arzt in der neuen Gemeinde niederzulassen, schlägt er aus, weil es ihm die Ausübung seines bislang bewahrten Judentums erschweren würde. Als Heilkünstler ruft ihn ein Brief zur Burg des Grafen, der dem Vater einmal hohe Schulden nicht zurückzahlte und Jona später die südspanischen Reliquienjäger vom Halse schaffte. Er ist von einem Schlaganfall niedergestreckt worden. An seinem Bett wachen die Gattin und ein Kerl, der den Namen trägt, den der Inquisitor im Zusammenhang mit dem Raubmord an Jonas älterem Bruder genannt hatte. Es handelt sich um den Reliquienbeschaffer des Grafen, der jetzt, wo sein Auftraggeber stirbt, die Schätze, die er in der Burg versteckt weiß, sichern möchte. Jona kommt es hingegen darauf an, unbezahlte Silberarbeiten von der Hand seines Vaters, die sich noch hier befinden müssen, für das Familienerbe zu retten. Seine Suche gerät in Konflikt mit der des anderen, als er die von seinem Vater gefertigte Silberschale mit der Reliquie entdeckt, deren Raub seinem Bruder das Leben kostete. Er tötet den ihn angreifenden Raubmörder. Mit den Silberarbeiten aus der Hand seines Vaters bestückt er einen versteckten Gebetsraum, den er nach der Geburt seines ersten Sohnes einrichtet, um ihn zu gegebener Zeit mit den Geheimnissen seines jüdischen Glaubens vertraut zu machen.

## Erfolg
Das Buch war eine Woche lang im Jahr 2000 auf dem Platz 1 der Spiegel-Bestsellerliste.